# جان دیویدسون راکفلر جونیور
جان دیویسون راکفلر جونیور (۲۹ ژانویهٔ ۱۸۷۴ – ۱۱ مه ۱۹۶۰) یک سرمایه‌دار و بشردوست آمریکایی بود که عضو خانواده برجسته راکفلر بود. او یکی از پنج برادر معروف راکفلر یعنی فرزندان جان دیویس راکفلرِ پدر که بنیانگذار استاندارد اویل است، بود.
در بیوگرافی‌ها، او معمولاً او با لقب جونیور خوانده می‌شود تا او را از پدرش "ارشد" متمایز کنند. پسران او شامل نلسون راکفلر، ۴۱ معاون رئیس‌جمهور ایالات متحده؛ وینتروف راکفلر، سی و هفتمین فرماندار آرکانزاس؛ و دیوید راکفلر بانکدار بودند.

## افتخارات و میراث
در سال ۱۹۲۹ عضو افتخاری انجمن سینسیناتی جورجیا شد.
کتابخانه جان دی. راکفلر جونیور توسط وی برای دانشگاه براون در سال ۱۹۶۴ تکمیل شد و این کتابخانه به افتخار او نامگذاری شد.